# Pokrzywnica (dopływ Narwi)
Pokrzywnica – struga, prawy dopływ Narwi o długości 16,27 km.
Struga płynie przez Nizinę Północnomazowiecką, w województwie mazowieckim w gminach Winnica i Pokrzywnica. Przepływa przez Domosław, Pokrzywnicę, Dzbanice, Karniewek. Tworzy płytką dolinę, a poniżej wsi Pokrzywnica rozlewa się, tworząc sezonowo mokradła. W okolicy Dzbanic okrąża wzniesienie i pod kątem prostym łączy swoje wody z Narwią.
Pokrzywnica stanowiła plener dla filmu „Gwiezdny pył” z 1982 roku.